# فييرا
فييرا هي أبرشية تقع في بلدية سانتا ماريا دا فييرا في البرتغال. يبلغ عدد سكانها 11040 نسمة وذلك حسب إحصائيات سنة 2001.

## أعلام
- أنطونيو كايتانو